# Frederik Izaak van Voorthuijsen
Frederik Izaak van Voorthuijsen (Leerdam, 8 oktober 1824 – Leerdam, 28 december 1867) was een Nederlands burgemeester.

## Leven en werk
Van Voorthuijsen (ook vermeld als Van Voorthuijzen) was een zoon van Jan Anthonie van Eijk van Voorthuijsen (1788-1853) en Anna Geertruida Schalij (1796-1857). Zijn vader was predikant in Zoelmond (1815-1821) en Leerdam (1821-1853). Van Voorthuijsen studeerde rechten. In 1858 volgde hij Felix de Klopper op als burgemeester van Schoonhoven. Hij bleef niet lang aan, zijn eervol ontslag volgde begin 1860. 
Van Voorthuijsen overleed in 1867, op 43-jarige leeftijd, in zijn geboorteplaats.